# Arabisch-israelische Beziehungen

Israel
Gazastreifen und Westjordanland
Arabische Staaten, die an einem Krieg gegen Israel beteiligt waren
weitere Mitglieder der Arabischen Liga

Die arabisch-israelischen Beziehungen beschreiben die Beziehungen des Staates Israel zu den arabischen Staaten. Die Beziehungen Israels zur arabischen Welt sind durch den Nahostkonflikt überschattet. Israel befand sich deshalb mehrfach mit arabischen Staaten im Kriegszustand. Weiterhin erkennt eine große Mehrheit der Staaten innerhalb der Arabischen Liga Israel nicht an und Israelis bzw. Juden allgemein gelten als ein häufiges Feindbild in der arabischen Welt. So gilt Antisemitismus hier als ein fester Bestandteil der Alltagskultur. Nach mehreren arabisch-israelischen Kriegen war Ägypten schließlich der erste arabische Staat, der 1979 mit der Unterzeichnung des Israelisch-ägyptischen Friedensvertrags Israel diplomatisch anerkannte. Es folgten Jordanien mit dem Israelisch-jordanischen Friedensvertrag (1994) und 2020 durch verschiedene Abkommen Bahrain, Marokko, Sudan und die Vereinigten Arabischen Emirate.

## Geschichte

### Vorgeschichte

Der UN-Teilungsplan für Palästina

Die verstärkte Migration von Juden in das osmanische Palästina begann im späten 19. Jahrhundert und erfolgte in mehreren Wellen. Die Osmanen erwiesen sich als weitgehend tolerant gegenüber den Juden. 1888 lebten knapp 24.000 Juden in Palästina, gegenüber knapp 550.000 Arabern. Zum Vordenker des politischen Zionismus wurde Theodor Herzl, der 1896 sein Buch Der Judenstaat veröffentlichte. Aufgrund der weitverbreiteten Diskriminierung von Juden sah Herzl die Notwendigkeit einer Heimstätte für das jüdische Volk, wobei er in dem Buch Argentinien bzw. Palästina als mögliche Standorte für einen jüdischen Staat vorschlug. Herzl entschied sich auf Anraten anderer Zionisten für Palästina und bot dem osmanischen Sultan die Hilfe bei der Zahlung türkischer Staatsschulden im Gegenzug für Land in Palästina an, was dieser allerdings ablehnte. Nach der Niederlage der Osmanen im Ersten Weltkrieg (1914–1918) wurde Palästina von den Briten als Völkerbundsmandat für Palästina verwaltet, und mit der Balfour-Deklaration erklärte sich Großbritannien mit der späteren Errichtung einer „nationale Heimstätte“ für das jüdische Volk einverstanden. Die Zionisten verstärkten ihre Siedlungsaktivitäten, worauf die arabische Bevölkerung z. B. mit den Unruhen von Jaffa (1921), dem Massaker von Hebron (1929) und dem Arabischen Aufstand (1936–1939) reagierte. Mit der 1929 gegründeten Jewish Agency for Israel wurde eine quasi-staatliche Organisation zur Koordinierung der Siedlungsaktivität gebildet, während die Araber in Palästina weniger organisiert blieben. Nach der Machtergreifung Adolf Hitlers in Deutschland stieg die jüdische Migration weiter an, und 1945 lebten über 500.000 Juden in Palästina. Der Mufti von Jerusalem Mohammed Amin al-Husseini pflegte enge Kontakte zum Nazi-Regime. Nach dem Ende des Zweiten Weltkriegs kamen zahlreiche Überlebende des Holocaust nach Palästina und die Briten bereiteten sich auf den Abzug aus Palästina vor, da ihre Position in der Region unhaltbar geworden war. Infolge kam es zu Unruhen zwischen jüdischen Siedlern und der arabischen Bevölkerung. Der UN-Teilungsplan für Palästina vom 29. November 1947 hätte vorgesehen, den Arabern 42 % der Landfläche Palästinas zu geben und eine internationale Zone in Jerusalem zu errichten. Der Teilungsplan wurde von den arabischen Staaten und den Arabern in Palästina abgelehnt, während die Juden ihn akzeptiert hatten.

### Gründung von Israel und erster arabisch-israelischer Krieg

Karte der arabischen Offensiven gegen Israel vom 15. Mai bis 10. Juni 1948

Nach der Verkündung des Teilungsplans kam es zu Kämpfen zwischen arabischen Milizen (u. a. der Armee des heiligen Krieges) und jüdischen Militärorganisationen (u. a. der Hagana). David Ben-Gurion verkündete schließlich die Unabhängigkeitserklärung Israels am 14. Mai 1948. In Reaktion griff eine Koalition aus den arabischen Staaten Ägypten, Syrien, Libanon, Jordanien und Irak den neu gegründeten Staat an. Trotz der numerischen Überlegenheit der Araber verloren diese große Gebiete an die Israelis wie die Hafenstadt Haifa, und am Ende des Krieges kontrollierte Israel 78 % der im ursprünglichen Teilungsplans enthaltenen Fläche Palästinas. Der Palästinakrieg endete mit dem Waffenstillstandsabkommen von 1949. Die eroberten Gebiete blieben bei Israel und das Westjordanland wurde von Jordanien und der Gazastreifen von Ägypten besetzt. Der Krieg führte zur Vertreibung von bis zu 700.000 Arabern aus Israel und den eroberten Gebieten, welche in den arabischen Nachbarländern, dem Gazastreifen und dem Westjordanland als Flüchtlinge verblieben. In Israel gab es danach allerdings weiterhin eine arabische Minderheit, welche staatsbürgerliche Rechte erhielt. In den arabischen Ländern wurde die Niederlage gegen Israel als Desaster aufgefasst und als an-Nakba (النكبة ‚die Katastrophe‘) bezeichnet. Eine Welle von Antisemitismus erfasste die arabische Welt und ein Großteil der Juden in den arabischen Ländern musste nach Israel fliehen. In den folgenden Jahren kam es immer wieder zu arabischen Angriffen auf israelisches Staatsgebiet zum Zweck der Sabotage. Hunderte Israelis wurden dabei getötet.

### Sueskrise

Von Israel im Sechstagekrieg eroberte Gebiete

Die Niederlage im Palästinakrieg hatte den arabischen Nationalismus gestärkt und in Ägypten kam 1952 der arabische Nationalist Gamal Abdel Nasser an die Macht. Er verstaatlichte im Juli 1956 den Suezkanal, der sich im Besitz eines französisch-britischen Konsortiums befunden hatte. Aufgrund der strategischen Bedeutung des Sues für die internationale Schifffahrt, war dies auch für Israel eine Bedrohung der nationalen Sicherheit. Daraufhin besetzte eine britisch-französisch-israelische Militärkoalition den Suezkanal. Die Sowjetunion und die Vereinigten Staaten sprachen sich allerdings gegen die Operation aus und drohten mit Sanktionen, weshalb sie abgebrochen werden musste und Nasser einen diplomatischen Sieg davontrug, der ihn zum politischen Führer der arabischen Welt machte. Israels Position in der Region blieb infolge prekär. Als Reaktion darauf versuchte Israel enge Beziehungen zu den nicht-arabischen Staaten Vorderasiens aufzubauen, z. B. zur Türkei und zum Iran unter Mohammad Reza Pahlavi. So wurde mit der Türkei 1958 eine heimliche Militärkooperation vereinbart. Die USA waren weiterhin um gute Beziehungen zu den arabischen Staaten bemüht, auch wenn John F. Kennedy 1962 erstmals Waffenlieferungen an Israel erlaubte, was das spätere Militärbündnis zwischen beiden Staaten ermöglichte. Aus Sorge um seine Sicherheit begann Israel in den 1960er Jahren sein Atomwaffenprogramm zu intensivieren.

### Zweiter arabisch-israelischer Krieg
Nachdem die arabischen Staaten in den frühen 1960er Jahren in eine interne Auseinandersetzung zwischen den revolutionären Staaten Ägypten, Syrien und Irak und den konservativen Monarchien Saudi-Arabien und Jordanien verwickelt waren, spitzte sich die Situation Mitte der 1960er Jahre wieder zu. Die militante Palästinensische Befreiungsorganisation (PLO) wurde 1964 mit ägyptischer Unterstützung gegründet. 1965 kam es zu verstärkten Auseinandersetzungen zwischen Israel und Syrien, da die Syrer Guerillaattacken auf Israel unterstützten. Ägypten eskalierte die Situation mit der falschen Anschuldigung, dass Israel Truppen an seiner Grenze konzentrieren würde und schloss die Straße von Tiran für israelische Schiffe. Vermittlungsbemühungen der Großmächte scheiterten und am 5. Juni 1967 startete Israel mit einem Präventivschlag der israelischen Luftstreitkräfte gegen ägyptische Luftwaffenbasen, der einem befürchteten Angriff der arabischen Staaten zuvorkommen sollte, den Sechstagekrieg. Eine angreifende Koalition aus ägyptischen, jordanischen und syrischen Truppen konnte von Israel in einem triumphalen Militärschlag in kürzester Zeit besiegt werden. Dabei konnte Israel den Gazastreifen, das Westjordanland, die Golanhöhen und die Sinai-Halbinsel erobern. Die Israelis boten danach die Rückgabe des Sinai und der Golanhöhen im Gegenzug für einen Friedensvertrag an. Die arabischen Staaten lehnten das Angebot ab und verabschiedeten am 1. September 1967 die Khartum-Resolution. Diese bekannte sich zu den „drei Neins“ (Kein Frieden, keine Verhandlungen und keine Anerkennung) der arabischen Staaten hinsichtlich Israels. Israel begann in den eroberten Gebiete daraufhin Siedlungen zu bauen, welche nach dem Völkerrecht illegal waren. Die PLO unter Jassir Arafat und andere militante Gruppen begannen verstärkt mit Terrorangriffen auf israelische Ziele, darunter Flugzeugentführungen und das Münchner Olympia-Attentat von 1972.

### Jom-Kippur-Krieg und Frieden mit Ägypten

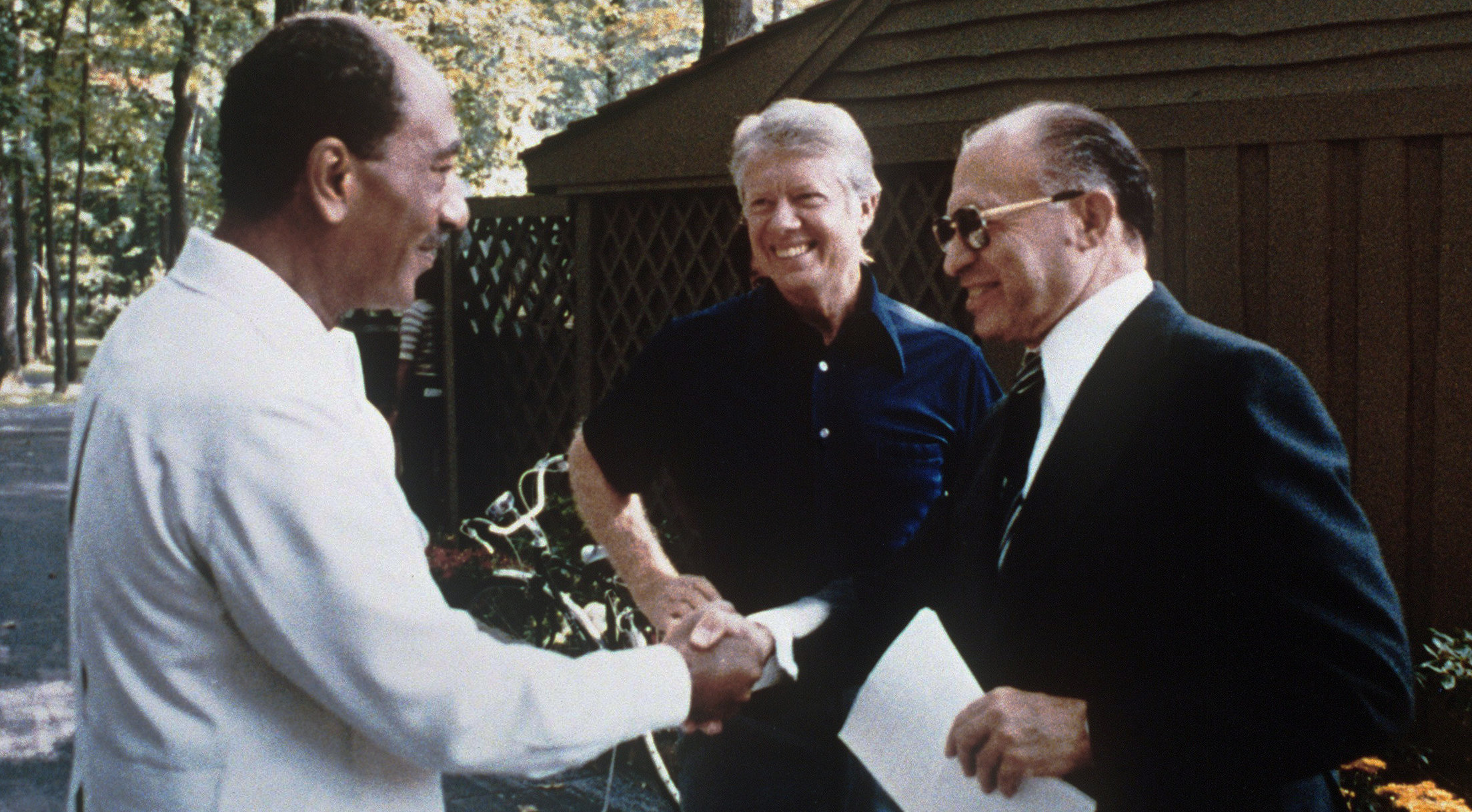
Anwar as-Sadat, Jimmy Carter und Menachem Begin in Camp David (1978)

Ägypten zeigte sich nicht mit dem territorialen Status quo zufrieden und ab 1968 bestand ein andauernder Konflikt niedriger Intensität mit Israel an der Grenze zum Sinai. Nachdem diplomatische Verhandlungen fehlgeschlagen waren, startete Ägypten unter Anwar as-Sadat im Oktober 1973 am jüdischen Feiertag Jom Kippur einen Überraschungsangriff auf Israel. Syrien schloss sich dem Angriff an und griff die Golanhöhen an und auch andere arabische Staaten und die Sowjetunion unterstützten den Krieg. Während der ersten zwei Tage rückten die Streitkräfte Ägyptens und Syriens vor, danach aber wendete sich der Kriegsverlauf zugunsten der Israelis, die zunächst ihre Truppen hatten mobilisieren müssen. Der Angriff hatte die Israelis überrascht und galt nach zwei demütigenden Niederlagen als erster militärischer Achtungserfolg der Araber. Aufgrund der US-amerikanischen Unterstützung für Israel verhängten die arabischen Staaten ein Erdölboykott gegen den Westen, welcher zu einer Ölpreiskrise führte. Nachdem die Israelis in Richtung Nildelta vorgestoßen waren, trat ein Waffenstillstandsabkommen in Kraft. Infolge kam es zu langwierigen Geheimverhandlungen zwischen den USA, Ägypten und den Israelis um ein Friedensabkommen. 1977 besuchte Sadat schließlich in einem historischen Staatsbesuch eines arabischen Staatschefs Israel und sprach vor der Knesset. Ein Jahr später wurde unter Vermittlung von US-Präsident Jimmy Carter das Camp-David-Abkommen geschlossen, in dem Israel erklärte, die Rechte der Palästinenser anzuerkennen und den Palästinensergebieten Autonomie zu geben. Das Abkommen bildete die Grundlage für den 1979 abgeschlossenen Israelisch-ägyptischen Friedensvertrag, mit dem Ägypten Israel diplomatisch anerkannte und im Gegenzug den Sinai zurückerhielt. Dieses historische Abkommen isolierte Ägypten allerdings unter den anderen arabischen Staaten, die den Frieden mit Israel ablehnten. Sadat wurde deshalb später von Islamisten ermordet, sein Nachfolger Husni Mubarak machte die Normalisierung der Beziehungen zu Israel allerdings nicht mehr rückgängig.

### 1980–2001

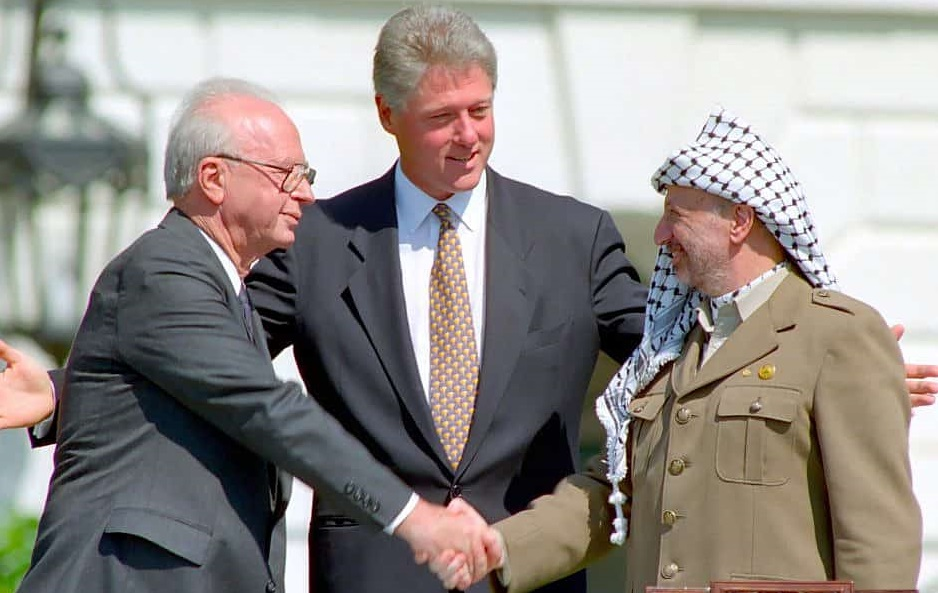
Jitzchak Rabin, Bill Clinton und Jassir Arafat (1993)

Im Jahre 1982 intervenierte Israel im Libanesischen Bürgerkrieg, wobei die Streitkräfte Israels bis nach Beirut vorrückten, um die im Libanon aktive PLO zu bekämpfen, welche ihren Sitz daraufhin nach Tunesien verlegte. Nach der Ermordung des maronitischen libanesischen Präsidenten Bachir Gemayel ermordeten maronitische Milizen 900 Palästinenser, wobei sie von den Israelis unterstützt wurden. Die Israelis zogen sich zwei Jahre später in den Südlibanon zurück, nachdem es zum Anschlag auf den US-Stützpunkt in Beirut 1983 gekommen war und US-Präsident Ronald Reagan die amerikanischen Truppen aus dem Libanon abgezogen hatte. In den 1980er Jahren wurden weitere Friedensverhandlungen geführt, zunächst jedoch ohne Durchbruch. Die Erste Intifada, ein Palästinenseraufstand, der mehrere Jahre andauern sollte, begann im Dezember 1987. Die radikalislamische Hamas etablierte sich dabei als zweite Kraft neben der PLO in den Palästinensergebieten. 1988 verkündete die PLO die Palästinensische Unabhängigkeitserklärung und rief den Staat Palästina aus, der von den arabischen Staaten umgehend anerkannt wurde. Mit Beginn der 1990er Jahre verloren die arabischen Staaten mit dem Zerfall der Sowjetunion ihren hauptsächlichen Waffenlieferanten und innerarabische Spaltlinien taten sich durch die irakische Invasion Kuwaits 1990 auf. PLO-Führer Jassir Arafat unterstützte die Iraker, was zur Ausweisung von 400.000 Palästinensern aus Kuwait nach der Befreiung des Landes führte. Nach langanhaltenden Bemühungen kam es 1993 schließlich zu einem Durchbruch bei den Verhandlungen mit Beginn des Oslo-Friedensprozesses. Dadurch wurde die Palästinensische Autonomiegebiete als De-Facto-Regierung der Palästinensergebiete geschaffen, während die PLO das Existenzrecht Israels anerkannte. Auch wurde der Israelisch-jordanische Friedensvertrag ermöglicht, wodurch Jordanien 1994 zum zweiten arabischen Staat wurde, der Israel diplomatisch anerkannte. Nach der Ermordung des israelischen Ministerpräsidenten Jitzchak Rabin durch einen jüdischen Extremisten 1995 kam der Friedensprozess allerdings ins Stocken. Weitere Bemühungen wurden in den folgenden Jahren unternommen. 2000 scheiterten die Bemühungen, die israelischen Beziehungen zu Syrien zu normalisieren, an der Weigerung von Ehud Barak, sich vollständig von den Golanhöhen zurückzuziehen. Im selben Jahr scheiterte auch die Umsetzung einer Zweistaatenlösung. Ein Angebot Israels sah vor, den Palästinensern den Gazastreifen und 91 % des Westjordanlands zu überlassen und gleichzeitig einen kleinen Teil des israelischen Staatsgebiets an einen künftigen Palästinenserstaat abzutreten. Arafat lehnte das Angebot allerdings ab.

### Nach 2001

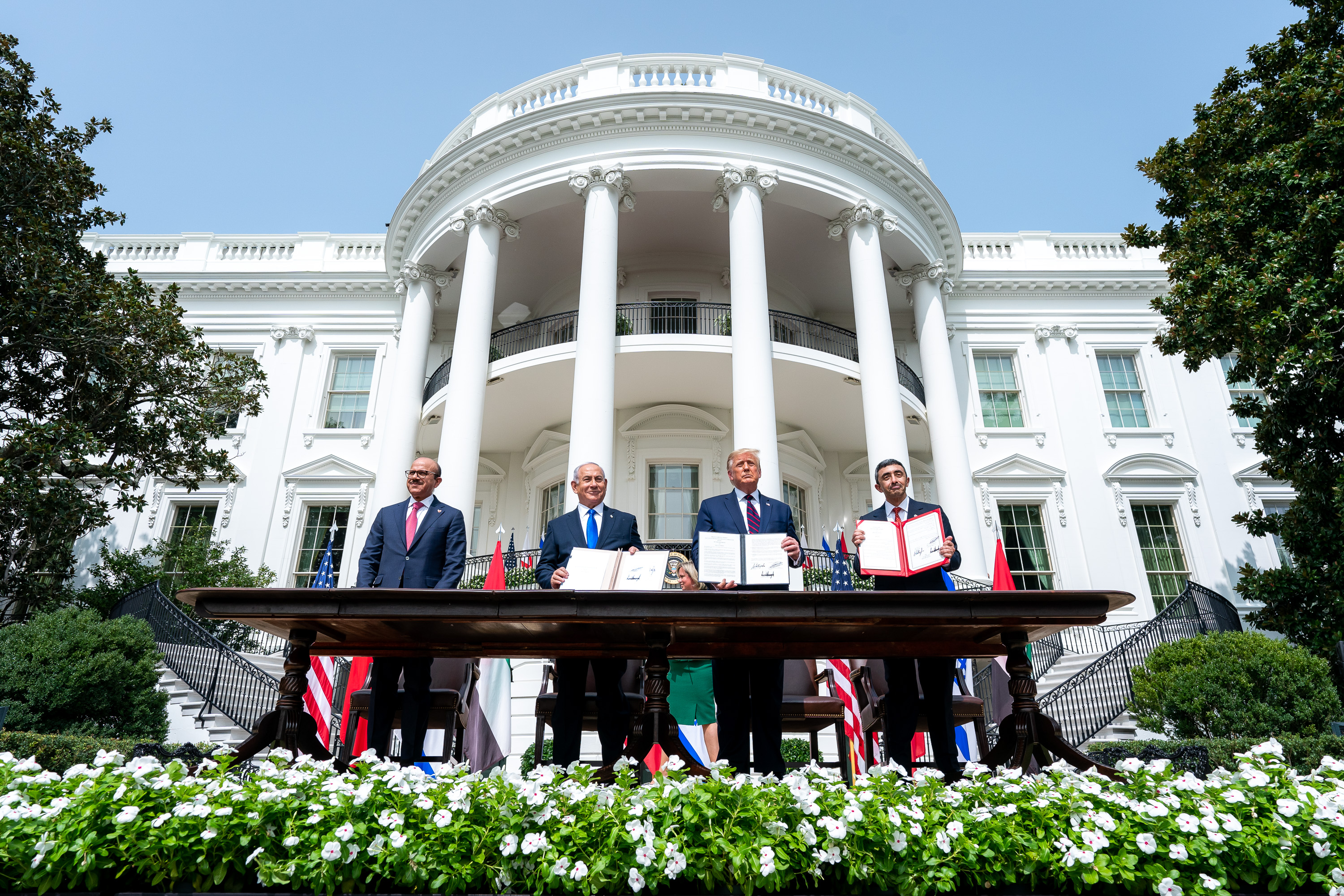
Abraham-Abkommen (2020)

Mit dem Beginn der Zweiten Intifada und dem Ausscheiden des engagierten Friedensvermittlers Bill Clinton aus dem Amt des US-Präsidenten kollabierte der Friedensprozess. Israel verstärkte den Siedlungsbau im Westjordanland, zog sich jedoch 2005 aus dem Gazastreifen zurück. Nachdem die Hamas im Gazastreifen an die Macht gekommen war, begann Israel die Gaza-Blockade zu verschärfen, wobei es ab 2008 dabei von Ägypten unterstützt wurde. Eine Annäherung von Israel und den sunnitischen arabischen Staaten vollzog sich in den 2010er Jahren durch die gemeinsame Furcht vor dem schiitischen Iran und dessen Atomprogramm. Insbesondere mit Saudi-Arabien kam es zu einer inoffiziellen Zusammenarbeit, wobei Geheimdienste beider Länder sich unterstützten und Beamte regelmäßig Informationen austauschten. Im Juni 2017 erklärte der ehemalige israelische Verteidigungsminister Mosche Jaalon: „Wir und die Araber, dieselben Araber, die sich im Sechstagekrieg in einer Koalition organisiert haben, um zu versuchen, den jüdischen Staat zu zerstören, sitzen heute mit uns in einem Boot … Die sunnitischen arabischen Länder, abgesehen von Katar, sitzen weitgehend mit uns in einem Boot, da wir alle einen nuklearen Iran als die größte Bedrohung für uns alle ansehen.“ Am 16. August 2019 verkündete der israelische Außenminister Israel Katz eine militärische Zusammenarbeit mit den Vereinigten Arabischen Emiraten inmitten der zunehmenden Spannungen mit dem Iran. Mit dem Abraham-Abkommen am 15. September 2020 erkannten die Vereinigten Emirate Israel schließlich diplomatisch an. Zeitgleich wurde auch ein Friedensvertrag zwischen Israel und Bahrain unterzeichnet, womit auch Bahrain Israel anerkannte. Bald darauf normalisierten mit dem Sudan und Marokko weitere arabische Länder die Beziehungen zu Israel. 2023 standen Verhandlungen zwischen Saudi-Arabien und Israel über die Aufnahme offizieller diplomatischer Beziehungen laut Benjamin Netanjahu kurz vor dem Durchbruch. Mit dem Beginn des Terrorangriffs der Hamas auf Israel 2023 und der folgenden israelischen Blockade und Bombardierung des Gazastreifens wurden die Gespräche zurückgeworfen.

## Bilaterale Beziehungen zu arabischen Ländern
Der Status der israelischen Beziehungen mit allen Mitgliedsstaaten der Arabischen Liga:
| Staat                        | Offizielle Beziehungen | Anmerkungen | Karte                                                  |
| ---------------------------- | ---------------------- | --- | ------------------------------------------------------ |
| Ägypten                      | Seit 1979              | Ägypten befand sich mit Israel viermal im Kriegszustand, bevor 1979 durch den Israelisch-ägyptischen Friedensvertrags ein dauerhafter Frieden zwischen beiden Ländern geschlossen wurde und diplomatische Beziehungen aufgenommen wurden. Beide Länder kooperieren seitdem eng bei Sicherheitsfragen, z. B. hinsichtlich der Hamas im Gazastreifen oder im Sinai. Die diplomatische Anerkennung Israels wurde 2020 allerdings von 85 Prozent der Ägypter abgelehnt. | Lage von Israel und Ägypten                            |
| Algerien                     |                        | Keine diplomatischen Beziehungen. Das Land akzeptiert auch keine israelischen Reisepässe. | Lage von Israel und Algerien                           |
| Bahrain                      | Seit 2020              | Im September 2020 wurde der Friedensvertrag zwischen Israel und Bahrain, womit Bahrain Israel diplomatisch anerkannte. Beide Länder tauschten daraufhin Botschafter aus. | Lage von Israel und Bahrain                            |
| Dschibuti                    |                        | Keine diplomatischen Beziehungen. |                                                        |
| Irak                         |                        | Keine diplomatischen Beziehungen. Grundsätzlich befinden sich beide Länder de jure immer noch im Kriegszustand miteinander, da nie ein Waffenstillstandsabkommen unterzeichnet wurde. Das Land akzeptiert auch keine israelischen Reisepässe und Iraker können nicht nach Israel reisen. Das irakische Kurdistan hat allerdings bessere Beziehungen zu Israel und lässt Israelis einreisen. Israel bildete auch kurdische Streitkräfte im Nordirak aus. | Lage von Israel und dem Irak                           |
| Jemen                        |                        | Keine diplomatischen Beziehungen. Das Land akzeptiert auch keine israelischen Reisepässe. | Lage von Israel und Jemen                              |
| Jordanien                    | Seit 1994              | Jordanien annektierte das Westjordanland nach dem Palästinakrieg und verlor dieses Gebiet an Israel nach dem Sechstagekrieg 1967. Knapp die Hälfte der jordanischen Bevölkerung stammt von palästinensischen Flüchtlingen ab. Israel unterhält seit der Unterzeichnung des israelisch-jordanischen Friedensvertrags im Jahr 1994 uneingeschränkte diplomatische Beziehungen zu Jordanien. | Lage von Israel und Jordanien                          |
| Katar                        | 1996–2009              | Keine diplomatischen Beziehungen. Im April 1996 vereinbarten Katar und Israel den Austausch von Handelsvertretungen. Dies wurde Februar 2009 wegen der israelischen Angriffe auf Gaza geschlossen. Israelische Reisepässe werden von Katar nicht akzeptiert. Lediglich während der Fußball-Weltmeisterschaft 2022 war Israelis die Einreise gestattet. Katar ist ein wichtiger finanzieller Unterstützer der palästinensischen sunnitisch-islamischen Fundamentalistengruppe Hamas. | Lage von Israel und Katar                              |
| Kuwait                       |                        | Keine diplomatischen Beziehungen. Als Reaktion auf die Ankündigung Donald Trumps 2020, dass Kuwait das nächste arabische Land sein könnte, das Israel anerkennt, wurde diese Behauptung zurückgewiesen und erklärt, dass Kuwait das letzte Land sein werde, das Israel anerkennt. | Lage von Israel und Kuwait                             |
| Komoren                      |                        | Keine diplomatischen Beziehungen. |                                                        |
| Libanon                      |                        | Keine diplomatischen Beziehungen. Das Land akzeptiert auch keine israelischen Reisepässe. Israel intervenierte 1982 im Libanesischen Bürgerkrieg und führte 2006 im Libanonkrieg Krieg gegen die Hisbollah. Ein Streit um die israelisch-libanesische Seegrenze wurde 2022 beigelegt. Beide Länder befinden sich weiterhin im Kriegszustand. | Lage von Israel und Libanon                            |
| Libyen                       |                        | Keine diplomatische Beziehungen. Unter der Regierungszeit von Muammar al-Gaddafi (1969–2011) unterstützte Libyen militante palästinensische Gruppen und Terrorismus gegen Israel. | Lage von Israel und Libyen                             |
| Marokko                      | Seit 2020, 1994–2000   | Nach dem Beginn des Oslo-Friedensprozess näherten sich beide Länder an. Im Oktober 2000 wurde allerdings das israelische Vertretungsbüro geschlossen und die Beziehungen ausgesetzt. Am 10. Dezember 2020 wurde ein Abkommen zur Normalisierung der Beziehungen angekündigt. | Lage von Israel und Marokko                            |
| Mauretanien                  | 1999–2010              | Beide Länder nahmen 1999 diplomatische Beziehungen auf. Im Rahmen der Operation Gegossenes Blei im Gazastreifen brach Mauretanien die diplomatischen Beziehungen ab und wies den israelischen Botschafter aus. | Lage von Israel und Mauretanien                        |
| Oman                         | 1996–2000              | Keine diplomatische Beziehungen. Der Oman akzeptiert israelische Pässe nur für den Transit, nicht für die Einreise. Aufnahme von Beziehungen in gewissem Umfang im Januar 1996. Schließung des israelischen Vertretungsbüros und Aussetzung der Beziehungen im Oktober 2000 während der Zweiten Intifada. | Lage von Israel und Oman                               |
| Palästina                    |                        | Nach wie vor ungelöster Israelisch-Palästinensischer Konflikt. Ein großer Teil der Palästinenser wurde aus Israel während des Palästinakriegs vertrieben oder sind geflohen und Israel verweigerte das Rückkehrrecht. Der Gazastreifen und das Westjordanland kamen 1967 durch den Sechstagekrieg unter israelische Kontrolle. Durch den Oslo-Friedensprozess (1993) wurde die Palästinensischen Autonomiegebiete geschaffen und die PLO erkannte Israel an, dieses seinerseits den 1988 ausgerufenen Staat Palästina dagegen nicht. Eine Beilegung des Konflikts durch eine Zweistaatenlösung scheiterte wiederholt. Es kam immer wieder zu Aufständen der Palästinenser (Intifadas), während Israel weiterhin als Besatzungsmacht fungierte und Siedlungen bauen ließ, welche die zukünftige Umsetzung einer Zweistaatenlösung gefährden. Israel hat weitgehend kooperative Beziehungen zur Fatah im Westjordanland, allerdings feindschaftliche Beziehungen zur Hamas im Gazastreifen. | Lage von Israel und Palästina                          |
| Saudi-Arabien                |                        | Keine diplomatischen Beziehungen. Das Land akzeptiert auch keine israelischen Reisepässe. Es besteht allerdings eine informelle Zusammenarbeit der beiden Länder bei der Sicherheitspolitik. Verhandlungen über eine Normalisierung der diplomatischen Beziehungen wurden geführt. Saudi-Arabien verlangt für eine Normalisierung der Beziehungen allerdings die Umsetzung einer Zweistaatenlösung. | Lage von Israel und Saudi-Arabien                      |
| Somalia                      |                        | Keine diplomatischen Beziehungen. |                                                        |
| Sudan                        | Seit 2020              | Durch ein Abkommen im Oktober 2020 schlossen beide Länder Frieden miteinander. Daraufhin erkannte der Sudan Israel an. | Lage von Israel und Sudan                              |
| Syrien                       |                        | Keine diplomatischen Beziehungen. Das Land akzeptiert auch keine israelischen Reisepässe. Beide Länder befinden sich seit 1948 im Kriegszustand und führten dreimal Krieg gegeneinander. Die Beziehungen Syriens zu Israel sind aufgrund der israelischen Besetzung der Golanhöhen und der engen Beziehungen Syriens zur israelfeindlichen militanten Hisbollah sowie zum Iran sehr schlecht. Im Jahr 2000 scheiterte eine Normalisierung der Beziehungen an der Weigerung Israels, die Golanhöhen vollständig zurückzugeben. | Lage von Israel und Syrien                             |
| Tunesien                     | 1994–2000              | Während des Oslo-Friedensprozesses wurden Beziehungen aufgenommen. Während der Zweiten Intifada brach Tunesien im Oktober 2000 die Beziehungen wieder ab. | Lage von Israel und Tunesien                           |
| Vereinigte Arabische Emirate | Seit 2020              | Israel und die Vereinigten Arabischen Emirate kündigten am 13. August 2020 die Aufnahme diplomatischer Beziehungen an. Im Juli 2021 eröffneten die Vereinigten Arabischen Emirate offiziell eine Botschaft in Israel und wurden damit erst die dritte mehrheitlich arabische Nation, die volle diplomatische Beziehungen zu Israel unterhält. Beide Länder kooperieren auch sicherheitspolitisch und wollen ihre wirtschaftlichen Beziehungen vertiefen. Der erste kommerzielle Direktflug von Israel in die Vereinigten Arabischen Emirate fand am 31. August 2020 statt. | Lage von Israel und der Vereinigten Arabischen Emirate |